# Gonsanhi
Antonio Góncer Rodríguez, més conegut com a Gonsanhi (L'Havana, 10 de març de 1898 - Barcelona, 3 de juny de 1974) fou un fotògraf cubà establert a Barcelona, especialitzat en curses de braus.

## Biografia
Va iniciar-se en el món de la fotografia a Andalusia, on residia, especialitzant-se des d'un primer moment en el reportatge taurí i publicant fotografies en premsa i revistes de l'època. De fet, és un diari d'Andalusia el qui li posarà el sobrenom de Gonshani.
L'any 1935 es trasllada a Barcelona, ocupant el principal la primera planta del carrer Mallorca número 206. Va servir d'habitatge familiar així com d'estudi, laboratori i arxiu fotogràfic. Va ser company de professió i amic dels fotògrafs Agustí Centelles, Mateo i Josep Brangulí, amb els que conreà una forta amistat.
Durant la guerra civil espanyola continua treballant en el camp del fotoperiodisme però sense fer fotografia de guerra. A partir de l'any 1939 obté l'autorització de la Jefatura Superior de Policia per poder fotografiar les places taurines, en aquells moments sota el control de l'empresari Pere Balañà. Treballava amb una màquina Leica i una altra, portant-se totes dues a les places taurines.
En la dècada dels anys 30 publica reportatges a les revistes Ahora i Estampa. Les seves fotografies demostren una recerca personal quant a trobar un estil propi, modern, allunyant-se de la tècnica del pictorialisme. La família col·laborava tant com era possible en el negoci familiar, i així els fills es dedicaven a enganxar fotografies de toreros en caixes de llumins; compraven caixetes, i els fills, a la base, enganxaven una fotografia original d'un torero. Les emplenaven de llumins i tenien una original caixeta de llumins per a vendre. Antonio Goncer morí a Barcelona el 13 de juny de 1974.

## Fons personal
El seu fons personal es conserva a l'Arxiu Nacional de Catalunya. L'arxiu Goncer es va conservar tot plegat al domicili i, alhora, laboratori de l'autor. Malauradament el seu arxiu no es conserva. Segon la seva filla, M. Teresa Goncer, un dels fills del fotògraf va vendre una part; una altra part se la va emportar un altre fill a Amèrica del Sud i ella va conservar retalls de diaris amb les fotografies publicades. Posteriorment el fons taurí del fotògraf es trobava a la botiga de venda de fotografies anomenada Mundo fotográfico. La seva propietària, Francisca Rodriguez, va vendre a l'ANC la totalitat del material conservat d'aquesta empresa. amb arxius fotogràfics corresponents a Antoni Esplugas, L. Vives, Luciano Roisin i Gonsanhi. El fons taurí del fotògraf es trobava a la botiga de venda de fotografies anomenada "Mundo fotográfico". La seva propietària, Francisca Rodriguez, va vendre a l'ANC la totalitat del material conservat de l'esmentada empresa. amb arxius fotogràfics corresponents a Antoni Esplugas, L. Vives, Luciano Roisin i Gonsanhi. Adquirit en compravenda pel Departament de Cultura segons contracte signat a Barcelona el 19 de juny de 1997 i signat d'una banda per l'Honorable senyor Joan M. Pujals i Vallvé, conseller de Cultura de la Generalitat de Catalunya, i l'esmentada venedora, senyora Francisca Rodríguez Rodríguez. Ingressat a l'Arxiu Nacional el 17 de juny de 1997. El fons conté fotografia taurina de les places de toros de Barcelona corresponents a les temporades 1940 fins a 1965. Les plaques de vidre corresponen a la família Balanyà.